# Year Books
Year Books è il nome inglese moderno dato, in genere, ai verbali giudiziari inglesi d'epoca tardo medievale.
I primi esemplari, risalenti al regno di Edoardo I, consistono in un numero di manoscritti diffusi durante il periodo tardo medievale dagli stessi giuristi, contenenti cronache della vita giudiziaria degli avvocati (Barrister) e giudici dell'epoca. Nelle versioni del XVI secolo questo materiale è apparso in forma stampata. Tali pubblicazioni costituiscono le prime raccolte di precedenti giuridici della tradizione di common law. Sono ancora esistenti in una serie continua 1268-1535, che copre tutto il periodo che spazia tra il regno Edoardo I e quello di Enrico VIII.
I manoscritti originali e le edizioni successive erano scritti in latino oppure in francese. Maitland e altri hanno ritenuto che i manoscritti medievali siano stati compilati da studenti di legge, piuttosto che essere i verbali ufficiali dei procedimenti giudiziari.
La versione a stampa più nota è la cosiddetta edizione "Vulgata", che è apparsa in una serie di volumi tra il 1678 e il 1680, e che divenne l'edizione standard consultata dagli avvocati. Edizioni più recenti ad uso di avvocati e storici sono state edite dalla Società Selden.